# Axinoides hyporhampi
Axinoides hyporhampi är en plattmaskart. Axinoides hyporhampi ingår i släktet Axinoides och familjen Axinidae. Inga underarter finns listade i Catalogue of Life.